# Suriamedal
Suriamedal is een bestuurslaag in het regentschap Sumedang van de provincie West-Java, Indonesië. Suriamedal telt 974 inwoners (volkstelling 2010).